# 9月20日
9月20日是阳历年的第263天（闰年是264天），离一年的结束还有102天。

## 大事记

### 19世紀以前
- 前480年：希波战争：以雅典舰队为主力的希腊海军在爱琴海薩拉米斯戰役中击败了波斯帝国舰队。
- 383年：淝水之战：前秦百万大军从长安出发攻打东晋。
- 1013年：北宋真宗下令编写的《君臣事蹟》书成，赐名《册府元龟》。
- 1260年：波罗的部落的古普鲁士人开始对条顿骑士团展开反抗，后来演变成为普鲁士起义。
- 1368年：明朝将领徐达攻占元大都，元朝皇帝逃入蒙古。
- 1378年：教宗伍朋六世与之后由枢机另外选出的对立教宗克勉七世开始聚集自己势力，进而发展成为造成天主教会陷入一片混乱的天主教会大分裂。
- 1498年：日本伊豆半島外海發生Ms 8.6的強烈地震，造成26,000人到31,000人死亡；其引起的海嘯沖走了日本鐮倉高德院的大佛像所在的建築物；大佛像自此佇立在露天。
- 1519年：麦哲伦开始环球航行。
- 1644年：清朝顺治帝由盛京出发，正式迁都北京。
- 1703年：法國元帥維拉爾公爵在赫希施塔特戰役中大勝神聖羅馬帝國軍隊，取得直攻帝國首都維也納的機會。
- 1792年：法國陸軍在瓦爾密戰役中取得了第一次反法同盟的首次重大勝利。

### 19世紀
- 1838年：湖广总督林则徐奏陈严禁吸食鸦片。
- 1854年：法國和英國聯軍在阿爾馬河戰役中擊敗俄羅斯軍隊，確立克里米亞戰爭的局勢。
- 1863年：上海英、美租界正式合并，改称“上海公共租界”。
- 1863年：南北战争：奇卡牟加战役结束，南部联邦军队取胜，这是南部联邦军队最后一次取胜。
- 1865年：中國洋務派官員曾國藩和李鴻章在上海設立江南機器製造總局，是清朝晚年最重要的兵工廠。
- 1870年：普法战争：普鲁士军包围巴黎。
- 1870年：在義大利王國軍隊成功攻占由教皇國統治的羅馬後，完成義大利統一目標。

### 20世紀
- 1912年：袁世凯下令全国尊孔。
- 1914年：中华革命党在日本东京召开会议，确定“青天白日满地红”为中华民国国旗。
- 1922年：中国共产党第一份机关报《向导》周报出版发行。
- 1932年：印度民族运动领袖“圣雄”甘地在狱中开始绝食斗争，要求为贱民在印度教徒选民单中保留140人席。
- 1945年：印度国大党在圣雄甘地和尼赫鲁领导下举行孟买会议，拒绝了英国提出的印度实现自治的建议，要求英国人离开印度[來源請求]。
- 1946年：首届戛纳电影节在法国戛纳举行。
- 1950年：中华人民共和国国徽图案诞生。
- 1954年：中國第一屆全國人民代表大會第一次會議正式通過第一部《中華人民共和國憲法》。
- 1958年：中国科学技术大学成立。
- 1963年：美国总统肯尼迪在联合国大会上提出美苏联合探索月球。
- 1964年：中华民国政府以叛乱罪逮捕台独分子、台湾大学教授彭明敏。
- 1965年：台北國立故宫博物院成立。
- 1981年：中国首次通过一枚运载火箭发射三颗卫星成功。
- 1984年：北京地铁2号线（时称环线）开通运营。
- 1985年：朝鲜和韩国艺术团和故乡访问团通过板门店军事分界线首次互访。
- 1985年：中华人民共和国飞行员萧天润经韩国抵达台湾，向中华民国政府投诚。
- 1986年：中国首座现代化海洋采油平台在渤海埕北油田建成。[1]
- 1989年：戴克拉克就任南非總統。
- 1989年：美派兵镇压美属维尔京群岛骚乱[來源請求]。
- 1992年：法国公决以微弱多数批准《马斯特里赫特条约》。
- 1994年：国际《核安全公约》签署。
- 1994年：中國北京建国门发生枪击案，造成至少24人死亡。
- 1995年：“863”太平洋科考队回到北京[來源請求]。
- 1997年：颶風埃里卡在造成波多黎各各地的洪水和停電後消散，是1997年大西洋颶風季中最強烈、持續時間最長的颶風。
- 1999年：首批联合国维和部队进驻东帝汶。

### 21世紀
- 2001年：中共中央印發《公民道德建設實施綱要》。[2]
- 2011年：美國結束由比爾·柯林頓提出的「不問，不說」政策，准許同性戀者公開服役。
- 2015年：「長者及合資格殘疾人士公共交通票價優惠計劃」的涵蓋範圍除港鐵、5間專利巴士、渡輪服務及462條(約91%)「綠色」專線小巴路線外，再增加多16條(約3%)「綠色」專線小巴路線。
- 2018年：坦尚尼亞一艘渡輪疑因超載在維多利亞湖翻沉，導致至少136人遇難，截至該天結束時，救援人員還在找尋仍然失蹤的數十人。[3]
- 2019年：吉里巴斯政府宣布與中華人民共和國建立邦交，並與中華民國斷交[4]。
- 2020年：泰國法政大學學生與民眾在曼谷大皇宮發起示威，要求總理巴育·占奧差下臺及改革王室。
- 2020年：國際調查記者同盟披露由世界各地金融機構提交給美國財政部金融執法機關的金融犯罪執法局文件。
- 2021年：加拿大聯邦大選，加拿大總理賈斯汀·杜魯多的聯邦自由黨再次獲得連任。

## 出生
- 1746年：貝尼奧斯基，波蘭裔匈牙利伯爵，曾提出「福爾摩沙殖民計畫」。（1786年逝世）
- 1758年：让-雅克·德萨林，海地革命領袖，獨立後稱帝，加冕為雅克一世。（1806年逝世）
- 1778年：法比安·戈特利布·冯·别林斯高晋，沙皇俄國海軍軍官，南極洲發現者之一。（1852年逝世）
- 1810年：尼薩熱·薩熱，海地政治人物，第10任海地總統（1880年逝世）
- 1830年：吉田松陰，日本江戶時代武士、思想家（1859年逝世）
- 1833年：埃内斯托·泰奥多罗·莫内塔，義大利新聞記者，1907年諾貝爾和平獎得主（1918年逝世）
- 1842年：詹姆斯·杜瓦，蘇格蘭物理學、化學家，杜瓦瓶發明人，成功液化多種氣體開啟低溫物理研究。（1923年逝世）
- 1847年：蘇珊娜·魯賓斯坦，奧地利心理學家（1914年逝世）
- 1855年：長谷川謹介，日本鐵道官員（1921年逝世）
- 1868年：拉玛五世，泰國曼谷王朝第五代君主，現代泰國的締造者。（1910年逝世）
- 1872年：毛利斯·甘莫林，法國一級上將。（1958年逝世）
- 1878年：厄普頓·辛克莱，美國小說家。（1968年逝世）
- 1884年：麥克斯威爾·柏金斯，美國出版史傳奇人物，發掘並編輯出版佛兰西斯·史考特·基·费兹杰罗、歐內斯特·海明威等人作品。（1947年逝世）
- 1885年：杰利·罗尔·莫顿，美國鋼琴演奏家、樂隊指揮、作曲家，自詡為「爵士樂的發明人」。（1941年逝世）
- 1899年：列奥·施特劳斯，德裔美國政治哲學家，美國新保守主義思想淵源之一。（1973年逝世）
- 1910年：多蘿西·沃恩，美國數學家、計算員。（2008年逝世）
- 1915年：阮文馨，越南軍事人物。（2004年逝世）
- 1915年：丁光訓，中國基督教新教三自愛國運動、現代派神學的代表人物之一，前中華聖公會浙江教區主教。（2012年逝世）
- 1916年：马利克·米拉吉·哈立德，巴基斯坦過渡時期總理。（2003年逝世）
- 1917年：阿诺·奥尔巴赫，美國傳奇籃球教練，人稱「紅衣主教」。（2006年逝世）
- 1920年：卡利安普迪·拉達克里希納·拉奧，印度統計學家、數學家。（2023年逝世）
- 1931年：夏春秋，香港男演員、節目主持人。（2025年逝世）
- 1932年：茆智，中國節水灌溉工程專家。（2023年逝世）
- 1934年：索非娅·羅蘭，意大利影星。
- 1940年：布爾漢努丁·拉巴尼，阿富汗伊斯蘭國首任總統。（2011年逝世）
- 1940年：麻生太郎，日本政治人物、企業家。
- 1943年：黃樹棠，香港男演員。（2021年逝世）
- 1945年：范徐麗泰，香港政治人物。
- 1946年：鄧光榮，香港演員。（2011年逝世）
- 1947年：小田和正，日本歌手。
- 1948年：喬治·R·R·馬丁，美國作家、編劇，時代雜誌評選為2011年影響世界的一百人之一。
- 1949年：安東尼·丹尼生，美國男演員，被譽為「1980年代美國影視第一壞人」。
- 1951年：哈维尔·马里亚斯，西班牙小說家、翻譯家、專欄作家。（2022年逝世）
- 1951年：植田和男，日本經濟學家。
- 1952年：曼努埃尔·塞拉亚，宏都拉斯政治人物，前任宏都拉斯總統。
- 1953年：賴峰偉，臺灣政治人物，前任澎湖縣縣長。
- 1963年：劉寶傑，台灣主持人。
- 1963年：水均益，中國电視節目主持人。
- 1964年：田明建，中國解放軍北京衛戍區中尉。（1994年逝世）
- 1964年：張曼玉，香港電影演員，共獲五屆香港電影金像獎影后、四屆台灣金馬獎影后。
- 1964年：金子一馬，日本插畫家。
- 1966年：努诺·贝登科特，美國吉他音樂家。
- 1967年：路芙，香港女演員、電台節目主持。
- 1967年：艾蒂安·托博，法國男子羽球運動員。
- 1968年：查德·史塔赫斯基，美國男演員、導演、製片人。
- 1968年：希奧夫拉·奧利里，愛爾蘭律師、法官，現任歐洲人權法院院長。
- 1969年：黃乙玲，台灣歌手。
- 1971年：江美儀，香港女演員。
- 1971年：濱渦正志，日本電子遊戲作曲家。
- 1971年：亨里克·拉松，瑞典足球運動員、國腳。
- 1972年：金巴爾·馬斯克，南非餐館老闆、廚師、企業家。
- 1973年：李小萌，中國电視節目主持人。
- 1974年：許茹芸，台灣歌手。
- 1975年：艾莎·阿基多，義大利演員、導演、歌手、模特兒。
- 1975年：穆恩·布拉得古德，美國演員、模特兒。
- 1975年：胡安·巴布羅·蒙托亞，哥倫比亞籍一級方程式賽車手。
- 1976年：一青窈，日本歌手、作詞家、演員。
- 1976年：堀江由衣，日本女性聲優。
- 1976年：田中仁，日本動畫編劇。
- 1976年：強·柏恩瑟，美國男演員。
- 1976年：邦奇·威爾斯，美國籃球運動員。
- 1977年：安室奈美惠，日本歌手。
- 1978年：阿爾緬·薩爾基相，烏克蘭黑幫人物、親俄合作者。（2025年逝世）
- 1980年：瑪莉亞卡拉·波高諾，義大利超級名模。
- 1981年：鍾妮·德斯，美國時裝模特兒。
- 1982年：胡歌，中國演員。
- 1982年：賈曉晨，香港演員。
- 1983年：安鈞璨，台灣歌手。（2015年逝世）
- 1983年：A-Lin，台灣歌手。
- 1983年：伊藤由奈，日本歌手。
- 1984年：布萊恩·茹貝爾，法國花式溜冰選手。
- 1986年：奧迪斯·霍吉，美國男演員。
- 1987年：路晨，中國演員。
- 1987年：孫佳人，韓國女子偶像團體Brown Eyed Girls成員。
- 1988年：大本彩乃，日本女子偶像團體Perfume成員。
- 1988年：哈比布·努曼格莫多夫，俄羅斯職業綜合格鬥運動員
- 1993年：凱爾·安德森，美國職業籃球運動員。
- 1996年：韓曉噯，馬來西亞YouTuber、演員。
- 1996年：珊蒂·佩雷拉，新加坡女子田徑運動員。
- 1996年：薩拉·培根，美國女子跳水運動員。
- 1996年：馬丁·拉爾森，瑞典電子競技選手。
- 1997年：集貝花，日本女性聲優。
- 1998年：指出毬亞，日本女性聲優。
- 1999年：藤咲凪，日本歌星、寫真偶像。
- 2007年：烏納蒂·胡達，印度女子羽球運動員。
- 生年不詳：阿部里果，日本女性聲優。

## 逝世
- 1590年：羅貝爾·加尼耶，法國詩人、戲劇家。（1544年出生)
- 1793年：弗萊切·克里斯蒂安，英國海員、軍官。（1764年出生）
- 1804年：皮埃爾·約瑟夫·博納泰爾，法國動物學家。（1752年出生）
- 1828年：若江公義，日本江戶時代地下人。（1766年出生）
- 1879年：李庥，英格蘭長老會牧師，也是該教會第一位前去臺東宣教的牧師。（1840年出生）
- 1884年：利奧波德·費卿格，奧地利動物學家。（1802年出生）
- 1908年：帕布羅·德·薩拉沙泰，西班牙作曲家。（1844年出生）
- 1910年：卡爾·奧托·馮·希門，德國植物學家。（1838年出生）
- 1957年：，芬兰作曲家。（1865年出生）
- 1936年：王亚樵，有“暗杀大王”之稱，被国民党特务刺杀。（1887年出生）
- 1942年：卡爾利斯·烏爾馬尼斯，拉脫維亞獨立運動領袖，曾5次擔任拉脫維亞總理。（1877年出生）
- 1957年：尚·西貝流士，芬蘭作曲家。（1865年出生）
- 1962年：康拉德·赫爾弗里希，荷蘭海軍上將。（1886年出生）
- 1975年：鄭豐喜，台灣教師、作家。（1943年出生）
- 1979年：盧德維克·斯沃博達，捷克斯洛伐克將領、政治人物，捷克斯洛伐克總統。（1895年出生）
- 1983年：文郁生，英國外交官（1911年出生）
- 1993年：埃里希·哈特曼，第二次世界大戰納粹德國空軍戰鬥機飛行員，一生共擊落352架敵機，為世界空戰歷史上擊落最多敵機的飛行員。（1922年出生）
- 1994年：田明建，中國解放軍北京衛戍區中尉，建國門事件主謀。（1964年出生）
- 1996年：艾狄胥·帕爾，匈牙利數學家。（1913年出生）
- 1999年：赖莎·戈尔巴乔娃，前蘇聯領袖米哈伊尔·谢尔盖耶维奇·戈尔巴乔夫的妻子。（1932年出生）
- 2000年：德間康快，日本企業家、電影製作人。（1921年出生）
- 2011年：布爾漢努丁·拉巴尼，阿富汗伊斯蘭國首任總統。（1940年出生）
- 2017年：華倫·B·奧福特，美國業餘天文學家。（1928年出生）
- 2019年：史明，提倡「臺灣民族主義」與「獨立建國路線」的革命家，臺獨運動流派中的臺獨左派的重要領導人之一。（1918年出生）
- 2019年：曾憲梓，香港商人，前全國人民代表大會常務委員會委員。（1934年出生）
- 2024年：Sayuri，日本創作歌手。（1996年出生）

## 节假日和习俗
- 日本：空之日（日语：空の日）
- 奥地利、 德国、 瑞士：儿童节
- 尼泊尔：憲法日
- 中华人民共和国：全國愛牙日